# Pont de la Plana
El Pont de la Plana és una obra de Cava (Alt Urgell) protegida com a Bé Cultural d'Interès Local.

## Descripció
El pont de la Plana de Cava és un pont d'un sol ull en arc de mig punt rebaixat, recolzat sobre dos penyals i suspès a una alçada de cinc metres sobre la llera del riu de Cava. El pont, que permet el pas del riu del camí que enllaça els pobles de Cava i d'Ansovell, presenta un parament a base de carreuons toscament desbastats i units amb morter de calç i amb una disposició totalment irregular, a excepció de les lloses que formen l'arc, les quals estan disposades de forma radial. No hi ha cap mena de passamà ni de separació entre el nivell de pas i les vores del pont.
La memòria oral dels pobles de Cava i d'Ansovell recull la notable antiguitat del pont, del qual no hi ha constància que hagués estat afectat per cap aiguat, cosa que el faria anterior al segle XX i en conseqüència el pont més antic que resta dempeus de tot el municipi. Així mateix, es recorda que abans que hi hagués les carreteres actuals, és a dir, abans dels anys 50 del segle xx, el pont permetia el pas del riu a l'únic camí que unia els pobles de Cava i d'Ansovell, dos pobles que, junt amb el Querforadat, són els que configuren el municipi de Cava. Traginers, pagesos, soldats, contrabandistes o, simplement, gent que anva a festes majors o a atendre altres imperatius de caràcter social, havien fet ús d'aquest pont.
Actualment, i després d'uns anys en desús, el pas d'un sender de gran reconegut i l'arranjament recent de l'antic camí permet la seva recuperació com a lloc de trànsit habitualment per al desenvolupament d'activitats recreatives com l'excursionisme o el senderisme.